# Andrea Guarna
Andrea Guarna Salernitano (Cremona?, seconda metà del Quattrocento – Milano?, dopo il 1517) è stato uno scrittore e umanista italiano.

## Biografia
Non abbiamo notizie biografiche basate su documenti archivistici. Nato forse a Cremona, da famiglia salernitana, visse prima a Roma e poi a Milano.

## Opere
Le sue opere letterarie più conosciute sono:
- Il Bellum grammaticale, stampato a Cremona nel 1511, favola allegorica che rappresenta un conflitto per la conquista del regno grammaticale tra Poeta, il re dei nomi e Amo, il re dei verbi, prefigurando un metodo di apprendimento della lingua latina e delle regole morfologiche e grammaticali. L'opera dette notorietà all'autore ed ebbe un grande successo per aver fatto convivere con grande semplicità l'allegorismo medievale, la mnemotecnica, l'eleganza umanistica e l'impostazione didattica.
- Il dialogo satirico Simia ("Scimmia"), stampato a Milano da Gottardo Da Ponte nel 1517, rappresenta invece un importante documento per comprendere la portata storica delle scelte architettoniche operate da Giulio II e Bramante nella demolizione dell'antica basilica di San Pietro per ricostruire il grandioso monumento, che aveva suscitato grandi polemiche sia all'interno della Chiesa che tra gli intellettuali europei come Erasmo da Rotterdam, diventando uno dei temi della Riforma protestante. Nella narrazione si racconta di illustri defunti alle porte del Paradiso. Bramante si ritrova davanti a San Pietro che gli rimprovera la demolizione della venerabile chiesa e l'architetto replica con la proposta di ricostruire l'intero Paradiso, minacciando, in caso contrario, di andarsene all'Inferno[2]. Il dialogo scritto sul modello di Luciano, permette al Guarna di formulare un severo giudizio sulla curia romana, sul sistema delle indulgenze e sulla costosissima impresa edilizia iniziata da Giulio II[3].